# Дрючин, Александр Павлович
Александр Павлович Дрючин (16 августа 1913, Левшинка — 30 декабря 1985, Москва) — советский хозяйственный, государственный и политический деятель, статистик, начальник Центрального статистического управления при Совете Министров РСФСР (1970—1985), участник Великой Отечественной войны.

## Биография
Александр Павлович Дрючин родился 16 августа 1913 года в деревне Левшинка Льговского уезда Курской губернии.
- 1935 год — окончил Воронежский институт народно-хозяйственного учёта.
- 1935 год — 1937 год — работа в управлении народно-хозяйственного учёта Карельской ССР.
- 1927 год — 1941 год — инспектор народно-хозяйственного учёта города Кирова.
- 1941 год — 1945 год — участие в Великой Отечественной войне. Демобилизован в звании подполковника[1].
- 1946 год — 1947 год — заместитель уполномоченного Госплана СССР по Тамбовской области.
- 1947 год — 1953 год — начальник статистического управление Тамбовской области.
- 1953 год — 1958 год — начальник статистического управления Латвийской ССР.
- 1958 год — 1967 год — начальник статистического управления Саратовской области.
- 1965 год — 1967 год — член ревизионной комиссии Саратовского областного комитета КПСС.
- С 1967 года — на работе в Центральном статистическом управлении при Совете Министров РСФСР.
- 2 октября 1970 года — 30 декабря 1985 года — начальник Центрального статистического управление при Совете Министров РСФСР.

Избирался депутатом Верховного Совета РСФСР 8-го, 9-го, 10-го, 11-го созывов.
Умер 30 декабря 1985 года в Москве.

## Награды
- Орден Ленина
- Орден Октябрьской Революции
- Орден Красного Знамени (1945)
- Орден Отечественной войны I степени (1944)
- Орден Отечественной войны II степени (1944)
- Орден Трудового Красного Знамени
- Орден Дружбы народов
- Орден Красной Звезды (1943)
- Орден Знак Почёта
- Медаль «За боевые заслуги» (1942)
- Медаль «За оборону Москвы» (1944)
- Медаль «За победу над Германией в Великой Отечественной войне 1941—1945 гг.» (1945)

## Память
- Мемориальная доска на здании Управления Росстата по Саратовской области[2][3]